# 鹿子生浩輝
鹿子生 浩輝（かこお ひろき、1971年 - ）は、日本の政治学者。専門は西洋政治思想史。東北大学大学院法学研究科教授。政治思想学会報告奨励賞受賞。

## 人物
福岡県出身。福岡県立黒木高等学校を経て、西南学院大学法学部卒業後、2001年九州大学大学院法学研究科政治学専攻博士課程修了、博士（法学）。九州大学大学院法学研究院助手、九州女子大学非常勤講師などを経て、2017年東北大学大学院法学研究科教授。同年政治思想学会・学会報告奨励賞受賞。2018年ケンブリッジ大学ビジティング・スカラー、政治思想学会理事。専門は西洋政治思想史。

## 著書
- 『征服と自由 : マキァヴェッリの政治思想とルネサンス・フィレンツェ』風行社 2013年
- 『マキァヴェッリ : 『君主論』をよむ』岩波新書 2019年